# Flecainida
El acetato de flecainida es un agente antiarrítmico clase Ic usado para prevenir y tratar arritmias cardiacas. Se usa en el tratamiento de una diversidad de arritmias cardíacas, incluyendo fibrilación auricular paroxística (palpitación episódica irregular originado en la cámara superior del corazón), taquicardia supraventricular paroxística (palpitación súbita episódica pero regular del atrio) y taquicardia ventricular (ritmos rápidos de la cámara inferior del corazón). La flecainida actúa regulando el flujo de sodio cardíaco, sin provocar una prolongación del potencial de acción cardíaco.
Originalmente vendida bajo el nombre comercial Tambocor de 3M, sus patentes vencieron en febrero del 2004 y actualmente se encuentra disponible en genéricos como el Almarytm, Apocard, Ecrinal y Flécaine.

## Interacciones
- Alcohol - depresión del funcionamiento normal del corazón.
- Amiodarona - inhibe el citocromo P450 2D6 con un posible aumento de los niveles de flecainida
- Cimetidina - aumenta los niveles de flecainida a un 30% y la hemivida en 10%
- Digoxina - puede aumentar los niveles de digoxina
- Paroxetina - aumento los efectos de ambos medicamentos.
- Propafenona - aumento de los efectos de ambos medicamentos y aumento del riesgo de toxicidad.
- Quinidina - inhibe el citocromo P450 2D6 puede aumentar los niveles de flecainida